# Laporte (Pennsilvània)
Laporte és una població dels Estats Units a l'estat de Pennsilvània. Segons el cens del 2000 tenia 290 habitants.

## Demografia
Segons el cens del 2000, Laporte tenia 290 habitants, 95 habitatges, i 60 famílies. La densitat de població era de 100 habitants/km².
Dels 95 habitatges en un 27,4% hi vivien nens de menys de 18 anys, en un 52,6% hi vivien parelles casades, en un 7,4% dones solteres, i en un 36,8% no eren unitats familiars. En el 32,6% dels habitatges hi vivien persones soles el 24,2% de les quals corresponia a persones de 65 anys o més que vivien soles. El nombre mitjà de persones vivint en cada habitatge era de 2,18 i el nombre mitjà de persones que vivien en cada família era de 2,75.
Per edats la població es repartia de la següent manera: un 13,4% tenia menys de 18 anys, un 2,8% entre 18 i 24, un 15,5% entre 25 i 44, un 24,1% de 45 a 60 i un 44,1% 65 anys o més.
L'edat mediana era de 59 anys. Per cada 100 dones de 18 o més anys hi havia 79,3 homes.
La renda mediana per habitatge era de 43.750 $ i la renda mediana per família de 52.500 $. Els homes tenien una renda mediana de 30.625 $ mentre que les dones 25.500 $. La renda per capita de la població era de 18.762 $. Entorn del 3,6% de les famílies i el 7,4% de la població estaven per davall del llindar de pobresa.

## Poblacions més properes
El següent diagrama mostra les poblacions més properes.